# شيرلي جي
شيرلي جي (بالإنجليزية: Shirley Gee)‏ هي كاتِبة وكاتبة مسرحية بريطانية، ولدت في 25 أبريل 1932 في لندن في المملكة المتحدة، وتوفيت في 22 نوفمبر 2016.